# Bernardia trelawniensis
Bernardia trelawniensis är en törelväxtart som först beskrevs av Charles Dennis Adams, och fick sitt nu gällande namn av Jestrow och George Richardson Proctor. Bernardia trelawniensis ingår i släktet Bernardia och familjen törelväxter. IUCN kategoriserar arten globalt som starkt hotad. Inga underarter finns listade i Catalogue of Life.